# Попель Степан Михайлович
Степа́н Анто́н Миха́йлович По́пель (15 липня 1907, Комарники, Королівство Галичини та Володимирії, Австро-Угорщина, нині Турківський район, Львівська область — 27 грудня 1987, Фарго, Північна Дакота, США) — український філолог і юрист, український та американський шахіст. Чемпіон Львова 1929, 1943 років, чемпіон українців Західної України 1944 року. Емігрувавши після Другої світової війни на Захід, відзначався також і поза кордоном: чемпіон Парижа в 1951, 1953 і 1954 роках. Один із провідних шахістів української діаспори у США: чемпіон Української Спортової Централі Америки й Канади 1969 року, багаторазовий чемпіон різних штатів.

## Життєпис
Степан Попель народився 15 серпня 1907 року в селі Комарники Турківського повіту в родині священника о. Михайла Попеля та Ольги (з Калинських). Батько Степана помер, коли синові виповнилося 9 років.
У шахи хлопця навчив грати батько. У віці 12 років Степан уперше взяв участь у шаховому турнірі.
Студіював у єзуїтському коледжі в Есхені (Бельгія), також у Брюсселі та Парижі (1924); згодом — магістр франко-латинської філології Львівського університету (1931), магістр права (1938). Професор французької мови та латини в одній із львівських гімназій (1931—1939), асистент професора Львівського педагогічного інституту (1939—1941) та Львівської політехніки (1941—1944).
Був поліглотом, окрім української, володів англійською, грецькою, латинською, німецькою, польською, російською та французькою мовами. Працював приватним секретарем митрополита Андрея Шептицького (1929—1944) та вів усе його листування. Вживав псевдонім А. С. Сулима.
До Другої світової війни працював редактором львівських часописів «Szachista» і «Спортові вісти». Дописував у них статті про шахи.
1943 року у Львові вийшла друком книжка Попеля «Початки шахіста» (Львів, 1943). Згодом Ксавери Тартаковер про це написав. Німецька влада буцімто викликала Попеля до себе й зажадала пояснити, чому він у вступі згадав Емануїла Ласкера (що був євреєм), але нічого не сказав про Зіґберта Тарраша. На це шахіст відповів, що неможливо писати історію філософії, не згадавши Баруха Спінозу, як історія християнства неможлива без Ісуса Христа. За це його на кілька місяців запроторили до в'язниці. Щоправда, документальних підтверджень цієї історії не існує. За словами Тартаковера, йому її розповів сам Попель.
Наступ радянських військ на Львів (1944) застав Попеля на змаганнях у Сяноці, організованих місцевим спортивним клубом «Лемко». Не бажаючи жити під радянським режимом, шахіст виїхав на Захід, в американську зону окупації Німеччини. Декілька місяців перебував у Кракові, потім переїхав до Парижа.
Після війни оселився в Парижі. Тримав магазин жіночого одягу.
З 1948 року одружений з колишньою киянкою Валентиною Шаповал, діти — Володимир (пасинок), Ольга та Олекса. Станом на кінець 1970-х років дружина працювала бібліотекаркою в Університеті Північної Дакоти. Донька Ольга закінчила медичні студії у Фарґо та в Університеті Сан-Франциско, згодом працювала лікаркою. Син Олекса працював полісменом.
Не отримавши французького громадянства, 1956 року переїхав до США.
Спершу, у 1957—1961 роках, працював викладачем іноземних мов у Вищій публічній школі в Детройті. 1961 року отримав американське громадянство. Після цього перейшов працювати професором французької мови й літератури в університет штату Північна Дакота у Фарґо (з 1961 до пенсії). Мешкав у Північній Дакоті.
Знесилений хворобами та операцією, помер 27 грудня 1987 у місті Фарґо (Північна Дакота), де й похований.

## Шахова кар'єра
1924 року 17-річний Степан Попель став чемпіоном Львівського університету.
1926 року став ініціатором заснування клубу «Шаховий коник», незабаром перейменованого й офіційно зареєстрованого як Товариство українських шахістів. Це товариство надалі об'єдналось із шаховою секцією Спортового товариства «Україна» і стало найбільшою українською шаховою організацією міжвоєнної Польщі. На першій шахівниці за Товариство грав Степан.
Грав за команду Львова в 1-му (1929 рік, 3 з 5 очок) і 2-му (1934 рік) командних чемпіонатах Польщі. До 2-ї світової війни й під час неї вважався найсильнішим українським шахістом Західної України, переможцем чемпіонатів Львова 1929 (8 з 9 очок, випередив Е. Кауфмана, Генрика Фрідмана й Оскара Пйотровського).
Коли 1941 року нацисти окупували Львів, спортивне життя завмерло, але через рік поступово почало оживати. Влітку 1943 року організовано чемпіонат Львова (брали участь лише українські шахісти). На ньому Степан Попель поділив перше місце з Мирославом Турянським, а третє посів Михайло Романишин. У додаткових партіях перемогу здобув Попель. У вересні 1943 року в Самборі відбувся чемпіонат дистрикту Галичина. На ньому Попель посів друге місце після Ярослава Шевчика. Звання найсильнішого шахіста Західної України Попель підтвердив 1944 року в Сянку, де випередив Є. Яніва, М. Романишина і Я. Шевчика.
У липні в Кракові проводив засекречений матч із шести партій проти чемпіона УРСР та СРСР Федора Богатирчука. Під час п'ятої партії за рахунку 2:2 матч довелося перервати через поліційну годину.
Оселившись у Парижі, від 1945 року виступав у столичному шаховому клубі «Каїсса», був його передовим членом. Писав про шахи в столичних газетах.
У квітні 1947 року Попель посів 4-те місце у міжнародному турнірі, організованому музеєм Лувр. Крім нього в змаганнях брали участь Ксавери Тартаковер, Ніколас Россолімо, Євген Зноско-Боровський, Бараца, Роже Даніель, Сезар Бутвіль, Губер, Шернецький, Мольнар.
Тричі був чемпіоном Парижу (1951, 1953 і 1954 роки) . У 1951-му набрав 8,5 очка з 10 можливих, 2-3-тє місце поділили Роель і Табура (по 7). 1953-го набрав 9 очок з 11 можливих, 2-3-тє місця поділили Жорж Норадунгвян і Жак Планте (по 7). 1954 року Попель і Гі Маццоні набрали по 8 очок у 9 партіях. У додаткових 4-х партіях перемогу здобув Попель з рахунком 2,5:1,5.
Погодився тренувати провідну французьку шахістку Шанталь Шоде де Сілан, яка стала учасницею Московського турніру претенденток на шахову корону 1955 року. Мав можливість приїхати до Радянського Союзу, аби відвідати родину. Втім, через відсутність французького громадянства не зважився на цей крок.
Поділив 4-6-те місця (серед 10) у міжнародному турнірі в Гастінґсі (Велика Британія) 1951/1952, де виступали такі всесвітньо відомі майстри, як Светозар Глігорич, Деніел Яновський, Ян Гейн Доннер та інші. Британська шахова федерація поставила його на 82-ге місце у своєму рейтингу шахістів Європи разом з СРСР.
1956 року переїхав до США. У 1956-му взяв участь у Відкритому чемпіонаті США в Оклагома-Сіті, де зіграв унічию з 13-річним Боббі Фішером, майбутнім чемпіоном світу. Поділив з ним 4-8-ме місця.
Тричі поспіль виграв чемпіонат штату Мічиґан  — у 1957, 1958 і 1959 роках. Вигравав також чемпіонати штатів Міннесота, Іллінойс, Небраска. У Північній Дакоті (де постійно мешкав протягом останніх десятиліть життя) багато років поспіль очолював Шахову асоціацію штату. Цей штат був далеко від великих шахових центрів, що не сприяло розвитку його майстерності: там у нього не було сильних конкурентів, і від 1965 до 1980 року аж 11 разів перемагав у чемпіонаті штату Входив до п'ятдесятки найкращих шахістів США.
У 1955 році спортивні товариства українців у Канаді та США об'єдналися в «Українську Спортову Централю Америки й Канади» (УСЦАК). 1966 року шахіст Орест Попович заснував при УСЦАК Ланку шахів і відтоді щороку товариство проводило чемпіонат серед українських шахістів США і Канади.
На чемпіонаті УСЦАК 1966 року Степан Попель посів друге місце, набравши 5,5 із семи можливих очок. На очко його випередив Орест Попович, на третьому місці — Мирослав Турянський (5). Вирішальною стала перемога Поповича над Попелем.
Чемпіонат УСЦАК 1969 року пройшов від 30 травня до 1 червня в головній залі Українсько-американського осередку при 2250 Вест 14-ій вулиці. Шістнадцять учасників змагалися в шість турів за швейцарською системою. Попель виграв турнір з результатом 5,5 очок, перемігши таких суперників: Михайло Паньків, Мирослав Турянський, Лев Блонарович, Михайло Парута та Тома Возьний. Єдину партію внічию зіграв з Орестом Поповичем, який посів друге місце.
Найбільшого рейтингу в США Попель досягнув у 1960-х роках — 2378 пунктів. Шахова федерація США надала йому довічний титул майстра за досягнення 2200 пунктів у 300 змаганнях.
Лише єдиний раз шахіст опускався нижче позначки 2200 пунктів у рейтингу Шаховової федерації США. Сталося це після World Open 1975 року. Там було заборонено палити, тому затятому курцеві Попелю доводилось для цього залишати ігрову залу. Тоді втратив 260 пунктів рейтингу.
Від 25 до 28 листопада 1982 року у Філадельфії відбувся турнір, на який було запрошено найкращих українських шахістів на еміграції. Втім, не всі змогли прибути. Шестеро учасників грали у два кола. Набравши 3 очки Попель посів друге місце, на пів очка позаду Степана Стойка. Третє й четверте місце поділили Орест Попович та Лев Блонарович з результатом 2,5 очка. Замкнули таблицю Маріан Процик (2 очки) та Сидір Новаківський (1,5 очка).
Попель був першим, кого ввели до Шахової зали слави Північної Дакоти (англ. North Dakota Chess Hall of Fame) — у 1983 році.
Одними з його улюблених початків були дебют Реті за білих і Скандинавська партія за чорних.
Попель пропонував називати найважливішу шахову фігуру «цар», а не «король», тому що, за його словами, слово «король» не українського походження, а похідні від «цар» вживають навіть у молитвах.
Орест Попович так згадував про Степана Попеля:
|  | Професор не був шаховим аскетом, а товариським чоловіком з гумором: любив розказувати анекдоти, з'їсти-випити в товаристві, любив життя. Але шахи любив з пристрастю, так якби не міг ними насититися. Йому замало було самих турнірових партій, він грав і перед регулярними раундами, і після них, і вдень, і вночі. Любив викликати всіх і вся на швидкі партії «бліц». Шаховий стиль Попеля був не клясичного теоретика, а прагматичного боєвика; його підхід до партії нагадував не стратегію прусського генерала, а радше партизанську війну. Сам маестро називав себе "романтиком". |

## Посмертне вшанування
Від 29 листопада до 8 грудня 1996 року у Львові пройшов Перший міжнародний турнір пам'яті Степана Попеля. 10 учасників змагалися в одне коло. Переможцем став львівський гросмейстер Андрій Максименко, набравши 6,5 очка. На пів очка відстав Олег Романишин і ще на пів — Адріян Михальчишин.
У другому міжнародному турнірі пам'яті Попеля, що пройшов у Львові від 22 вересня до 1 жовтня 1999 року, перемогу здобув Олександр Мотильов з результатом 6,5 очок. Друге місце посів Андрій Максименко (6), третє — Адріян Михальчишин (5).
Третій міжнародний турнір пам'яті професора Степана Попеля пройшов у Львові від 20 до 28 січня 2003 року. Перемогу здобув Сергій Клімов, набравши 6,5 очка. Друге місце посів М. Казаков (6), третє — Орест Грицак (5,5).

## Легенди про життя Степана Попеля
Деякі ЗМІ поширювали версію про те, що провідник ОУН Степан Бандера в повоєнній Німеччині користувався паспортом шахіста Степана (Штефана) Попеля. Оригінал цього документа наразі зберігається в Історико-меморіальному музеї С. Бандери, й завідувач музею Степан Лесів спростовував цю легенду. За його словами, не збігаються дата та місце народження власника документа (там значиться 1 вересня 1909 року, місто Ярослав) з відповідними даними шахіста С.Попеля. Власник паспорта свого часу перебував у концтаборі Маутгаузен (шахіст Попель у німецьких концтаборах ніколи не був).
У югославському журналі «Шаховскі гласнік» (1953) зазначалося, що дядьком Степана Попеля був шаховий майстер. Ідеться про найсильнішого львівського шахіста кінця 19-го — початку XX століття Ігнаца фон Попеля. Таку ж думку висловлював й Ксавери Тартаковер у своїх спогадах. Згодом ці дані поширили інші видання. Проте насправді вони не були родичами. Вони справді зустрічалися за шахівницею, але вже тоді, коли найкращі роки Ігнаца минули, й перемогу здобув молодший Попель. Як згадував Євген Чучман, "очевидно — молодість перемогла, а тоді сміялися зі старого, що «натрапив Попєль на Попеля». Але старенький помимо цього був дуже задоволений, бо вірив, що раніше чи пізніше мистецький лавровий вінок дістанеться на голову його однойменника — хоч і «русина».
Тарас Мигаль у своєму романі «Пробуджене місто» про часи нацистської окупації Львова присвятив шахістові кілька сторінок, змінивши його прізвище на «Пупель». Автор зобразив його радянофілом і марксистом, що не відповідає дійсності. Вигадав він і інші обставини життя шахіста.

## Найбільші досягнення
- Чемпіон Львова: 1929[66], 1943[13]
- Переможець турніру українців Західної України: 1928[29], 1944[26]
- Чемпіон Парижа: 1951, 1953 і 1954[26]
- 4-6-те місця у міжнародному турнірі в Гастінґсі (Велика Британія): 1952[26]
- Чемпіон штату Мічиґан: 1957, 1958 і 1959[40]
- Чемпіон штату Пн. Дакота: 1965, 1966, 1968, 1969, 1970, 1974, 1975, 1976, 1978, 1979 і 1980[42]
- Чемпіон Української Спортової Централі Америки й Канади (УСЦАК): 1969[67][23]

### Чемпіонат Парижа
| Рік                      | Місце проведення | Турнір                | Результат | + | — | = | Місце  |
| ------------------------ | ---------------- | --------------------- | --------- | - | - | - | ------ |
| 18 липня - 2 серпня 1945 | Париж            | Чемпіонат Парижа 1945 | 7 з 11    |   |   |   | 4      |
| 4 - 19 травня 1946       | Париж            | Чемпіонат Парижа 1946 | 5½ з 10   | 3 | 2 | 5 | 5 - 6  |
| 3 - 20 травня 1947       | Париж            | Чемпіонат Парижа 1947 | 8½ з 10   |   |   |   | [ 70 ] |
| 1949                     | Париж            | Чемпіонат Парижа 1949 | 6 з 7     |   |   |   | [ 71 ] |
| 6 - 20 травня 1950       | Париж            | Чемпіонат Парижа 1950 | 5½ з 8    |   |   |   | 4      |
| 1951                     | Париж            | Чемпіонат Парижа 1951 | 8½ з 11   |   |   |   | [ 33 ] |
| 1952                     | Париж            | Чемпіонат Парижа 1952 | 6½ з 11   |   |   |   | 4 - 6  |
| 1953                     | Париж            | Чемпіонат Парижа 1953 | 9 з 11    | 8 | 1 | 2 | [ 34 ] |
| 1954                     | Париж            | Чемпіонат Парижа 1954 | 8 з 9     |   |   |   | [ 35 ] |

### Чемпіонат УСЦАК
| Рік  | Місце проведення | Турнір               | Результат | + | — | = | Місце  |
| ---- | ---------------- | -------------------- | --------- | - | - | - | ------ |
| 1966 | Чикаго           | Чемпіонат УСЦАК 1966 | 5½ з 7    |   |   |   | [ 45 ] |
| 1969 | Клівленд         | Чемпіонат УСЦАК 1969 | 5½ з 6    |   |   |   | [ 45 ] |
| 1983 | Торонто          | Чемпіонат УСЦАК 1983 | 4 з 6     |   |   |   | 6 - 8  |
| 1986 | Філадельфія      | Чемпіонат УСЦАК 1986 | 3 з 5     |   |   |   | 5 - 8  |